# Ludwinowo (województwo kujawsko-pomorskie)
Ludwinowo – wieś w Polsce położona w województwie kujawsko-pomorskim, w powiecie włocławskim, w gminie Włocławek.
W latach 1975–1998 miejscowość administracyjnie należała do województwa włocławskiego. Według Narodowego Spisu Powszechnego (III 2011 r.) liczyła 242 mieszkańców. Jest dziesiątą co do wielkości miejscowością gminy Włocławek.